# Ron Holmberg
Pour les articles homonymes, voir Holmberg.
 Ronald "Ron" Holmberg est un joueur américain de tennis, actif dans les années 1950-60, né le 27 janvier 1938 à Brooklyn (New York).

## Palmarès

### En simple
| No | Date | Nom et lieu du tournoi      | Catégorie | Dotation | Surface | Finaliste   | Score                   |  |
| -- | ---- | --------------------------- | --------- | -------- | ------- | ----------- | ----------------------- |  |
| 1  | 1965 | Tournoi de tennis du Canada |           | NC $     | NC      | Lester Sack | 4-6, 4-6, 6-4, 6-2, 6-2 |  |

### En double
| No | Date       | Nom et lieu du tournoi                   | Catégorie | Dotation | Surface      | Partenaire      | Finalistes                   | Score    |  |
| -- | ---------- | ---------------------------------------- | --------- | -------- | ------------ | --------------- | ---------------------------- | -------- |  |
| 1  | 11-08-1969 | Canadian Open Toronto                    |           | 7 500 $  | Terre (ext.) | John Newcombe   | Butch Buchholz Raymond Moore | 6-3, 6-4 |  |
| 2  | 22-09-1969 | Pacific Southwest Tournament Los Angeles |           | 24 500 $ | Dur (ext.)   | Pancho Gonzales | Jim McManus Jim Osborne      | 6-3, 6-4 |  |